# Necropoli di Serra Maverru
La necropoli di Serra Maverru è un sito archeologico situato nel territorio del comune di Gonnesa, nella provincia del Sulcis Iglesiente.

## Descrizione

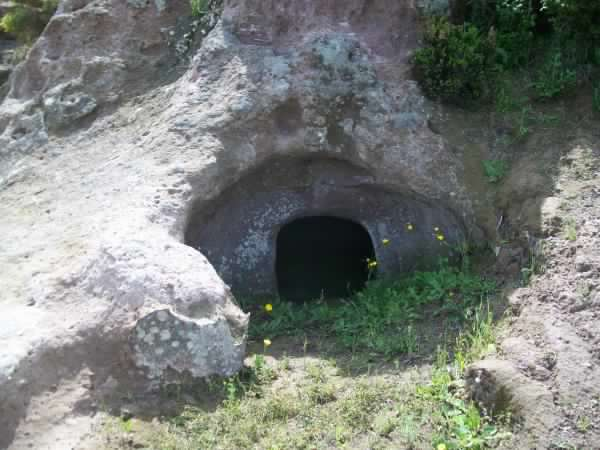
Domus de janas di Maverru

La necropoli, situata in una pineta sull'altopiano di Murru Moi, nelle vicinanze della frazione di Nuraxi Figus, è composta da una decina di domus de janas, tombe ipogeiche di varia struttura e tipologia (monocellulari o a pianta circolare con vari loculi) risalenti al neolitico recente, scavate nella cresta trachitica dalle genti della cultura di Ozieri.
Le tombe furono riutilizzate fino all'età del bronzo antico dalle popolazioni della cultura di Bonnanaro. A questa fase culturale sono ascrivibili alcune ceramiche d'impasto della facies sulcitana e un cranio umano trapanato.
Le tombe che compongono la necropoli neolitica appartenevano ad un villaggio vicino, forse individuato nella piana a nord-ovest del sito.

## Antropologia fisica
Enrico Atzeni rinvenne il cranio dolicocefalo di un uomo adulto che presentava 5 trapanazioni (di cui 4 contemporanee), all'ultima delle quali seguì il decesso dell'individuo.